# Nessuno di speciale
Nessuno di speciale (Mainstream) è un film del 2020 diretto da Gia Coppola.

## Trama
Frankie è una giovane regista che vive a West Hollywood. Nonostante abbia abbandonato la scuola per inseguire il suo sogno di dedicarsi all'arte, lavora come barista sottopagata con il suo amico Jake e non ha una visione chiara dei suoi obiettivi se non un canale YouTube in difficoltà. Un giorno incontra Link, un giovane stravagante che lavora come mascotte in costume in un centro commerciale. Quando Frankie afferma di aver filmato un dipinto dietro Link e non Link stesso, Link afferra il dipinto ed esegue un monologo sconclusionato ma appassionato esortando i passanti a prestare attenzione all'arte. Frankie registra il monologo e lo carica, diventando presto il suo video più popolare. In seguito Frankie incontra nuovamente Link per caso e fa amicizia con lui. L'eccentrico Link afferma che i suoi genitori sono morti e che lui è fermamente anti-establishment e anti-social media.
Frankie chiede a Link di apparire in altri suoi video; lui accetta, a patto che lei lasci il suo lavoro senza prospettive. Convince Jake a unirsi a loro come scrittore. Insieme, la squadra realizza un video chiamato "No One Special" con Link come satira di uno stereotipo di influencer dei social media rumoroso, offensivo e narcisista. Il trio ottiene l'attenzione di un social media manager che li persuade del fatto che si possono fare molti soldi con le sponsorizzazioni di prodotti nei video. Nel frattempo, ad una festa notturna ospitata in un cimitero, Jake assiste segretamente a un litigio tra Link e quello che il ragazzo sostiene di essere suo fratello, ma non ne parla con Frankie. Frankie e Link iniziano una relazione romantica e lei si apre sulla morte di suo padre e sul suo travagliato rapporto con la madre.
Frankie, Jake e Link lanciano uno spettacolo chiamato Your Phone or Your Dignity in cui Link come "No One Special" prende gli smartphone dei concorrenti e si offre di dare loro un cellulare semplice o di restituire il proprio telefono se si sottopongono a qualcosa di umiliante. Dopo il successo iniziale il trio cade vittima di lotte intestine quando iniziano a perdere visualizzazioni.
La tensione arriva al culmine quando nello show Link umilia una giovane donna, Isabelle, rivelando che lei modifica una voglia sul suo viso dai suoi selfie; pressata da Link, Isabelle accetta di rilasciare le sue foto non modificate per il premio del game show ma poi scoppia in lacrime, per cui lui la ammonisce aspramente. Sconvolto da ciò che lo show è diventato, Jake lascia il canale.
Link viene poi invitato a partecipare a una tavola rotonda con diverse altre celebrità di internet, ma quando viene accusato dal conduttore di ipocrisia e confrontato con il filmato inedito dell'umiliazione di Isabelle, Link inveisce contro gli altri partecipanti, sostiene che Isabelle ha cercato di sedurlo, e viene buttato fuori per aver fatto finta di defecare sul palco.
Disilluso, Frankie va a trovare Jake sul loro vecchio posto di lavoro e cerca di farlo rientrare nel gruppo, ma Jake si rifiuta e rivela di aver fatto delle ricerche su Link e di aver scoperto che è un bugiardo: egli è in realtà figlio di genitori ricchi, entrambi vivi, e che è pericoloso e instabile, tanto da essere stato messo in un istituto per aver dato fuoco alla sua scuola. Quando Jake confessa che lui stesso è innamorato di Frankie, la ragazza se ne va e torna a casa, confusa. Link arriva e annuncia che YouTube lo ha invitato a dirigere un evento livestream, e che vuole farlo con lei, e Frankie accetta.
Mentre si prepara per il livestream, Frankie viene a sapere che Isabelle è morta suicida a causa dell'umiliazione del suo aspetto e delle accuse di Link. Quando nota che Link è più preoccupato della sua immagine pubblica che della sua morte, Frankie rivela di sapere la verità su di lui e se ne va infuriata. Durante il livestream, che include una commemorazione per Isabelle, Link fa le sue condoglianze ma poi va fuori copione in un monologo maniacale e volgare, rifiutando di accettare la colpa per la sua morte e inveendo invece contro la tossicità dei social media e la sua presa oppressiva sul suo pubblico. Nel tentativo di andare oltre, Link rivela che il suo nome è in realtà Alex Goodrich e invita il pubblico a sostenerlo solo se sono disposti a ribellarsi al mainstream. Mentre lascia il palco, la folla riunita applaude e inizia a cantare il suo nome mentre lui si gira e sorride alla telecamera.
Frankie e Jake si riconciliano al memoriale di Isabelle.

## Produzione
Le riprese del film sono iniziate nel maggio 2019 e sono terminate il 14 giugno seguente.
Il budget del film è stato di 5 milioni di dollari.

## Promozione
Il primo trailer del film è stato diffuso il 6 aprile 2021.

## Distribuzione
Il film è stato presentato il 5 settembre 2020 nella sezione Orizzonti della 77ª Mostra internazionale d'arte cinematografica di Venezia e distribuito nelle sale cinematografiche statunitensi, ed in contemporanea on demand, a partire dal 7 maggio 2021. In Italia il film è stato distribuito in streaming dal 10 novembre 2021.

## Riconoscimenti
- 2022 - London Critics Circle Film Awards[7]
  - Miglior attore inglese/irlandese a Andrew Garfield